# Zonen
Zonen är en roman från 1989 av Per Ahlmark, det enda skönlitterära verk han givit ut förutom de antal diktsamlingar som också bär hans namn. Bokens intrig bygger på två personers möten i en komplex kärleksaffär; en man och en kvinna som träffas på olika hotellrum i Köpenhamn.